# 熊寶貝 (產品)

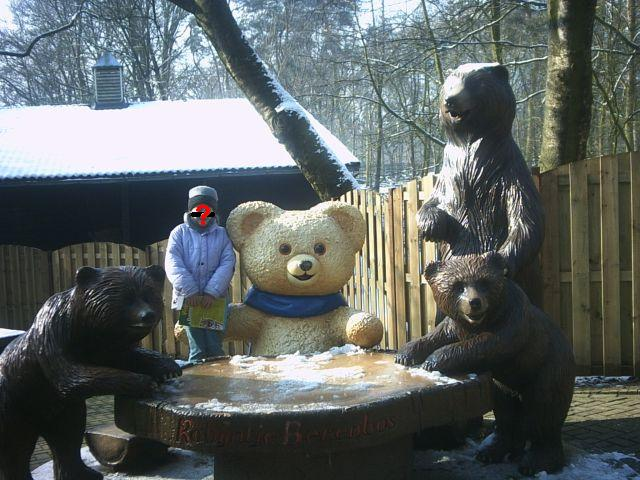
Berenbos

熊寶貝（英文：Snuggle）是源自美國及加拿大以泰迪熊作為吉祥物的洗衣精系列，於1983年開始販售。
熊寶貝原屬聯合利華的商標，但已於2008年售予太陽產品公司。

## 吉祥物
主角泰迪熊由Kermit Love（已故）製作，美國版最初由Corinne Orr配音（之後於2009年改由Elena M. Schloss配音）、日本版曾由鈴木富子（已故）配音、台灣版最初則由楊小黎配音。

## 歷史
- 1983年，美國聯合利華的前身利華兄弟開始販售熊寶貝。
- 1986年，熊寶貝由日本聯合利華的前身日本利華（日本リーバ）引進日本。
- 1987年，熊寶貝由國聯工業以「熊寶寶」為名引進台灣。國聯工業改為台灣聯合利華以後，熊寶寶改為熊寶貝。
- 2005年，日本利華（日本リーバ）更名為日本聯合利華（ユニリーバ・ジャパン）。
- 2006年，日本聯合利華將日本熊寶貝商標權售予日產肥皂（ニッサン石鹸）。
- 2011年9月1日，日產肥皂更名為NS FaFa Japan（NSファーファ・ジャパン）。

### 召回事件
於2001年，150000隻「Teeny Bean Bears」由於含聚甲醛，有導致嬰幼兒窒息的風險而被召回。

## 各國命名
- 臺灣：熊寶貝
- 美国、 加拿大及 丹麦：Snuggle（曾用名Bamseline）
- 爱尔兰及 英国：Comfort
- ：Huggie
- 德国及 奥地利：Kuschelweich
- 法國及 希腊：Cajoline
- 荷蘭及 比利时：Robijn
- 義大利、 匈牙利及 羅馬尼亞：Coccolino
- 西班牙及 委內瑞拉：Mimosín
- 墨西哥：Ensueño
- 俄羅斯：Прижмитесь
- ：포미（Pomi）
- 土耳其：Yumos
- 日本：ファーファ（FaFa）
- 巴西：Fofo

## 產品列表
雖然台灣也有販售熊寶貝，但美國熊寶貝的部分產品實際上在台灣的網路商店有販售，日本熊寶貝的部分也在台灣的台隆手創館部分分店有販售。
備註:下列產品參考日本。
熊寶貝洗衣粉
熊寶貝衣物柔軟精
熊寶貝隨身衣物柔軟精
熊寶貝濃縮衣物柔軟精
熊寶貝廚房清潔劑
熊寶貝Spa
熊寶貝藥用肥皂（醫療用品）

## 外部連結
- 美國熊寶貝 （页面存档备份，存于）（專頁 （页面存档备份，存于））
- 加拿大熊寶貝 （页面存档备份，存于）
- 日本熊寶貝 （页面存档备份，存于）（專頁 （页面存档备份，存于））
- 台灣熊寶貝 （页面存档备份，存于）（專頁）
- 法國熊寶貝 （页面存档备份，存于）（專頁）
- 西班牙熊寶貝 （页面存档备份，存于）（專頁 （页面存档备份，存于））
- 土耳其熊寶貝 （页面存档备份，存于）（專頁 （页面存档备份，存于））
- 義大利熊寶貝（專頁 （页面存档备份，存于））
- 德國熊寶貝 （页面存档备份，存于）
- 澳洲熊寶貝 （页面存档备份，存于）